# 本田思迪
本田思迪（英語：Honda City）是一款由日本本田技研工业于1981年開始銷售的小型車。City早年原是針對日本、澳洲及歐洲市場需求研製的小型掀背車，但這個車名在1994年第二代停產後被停用，後繼小型掀背車改名為Fit/Jazz。
1996年起City的車名被重新用在專為新興國家研發的入門等級四門轎車，首先於日本以外的亞洲市場銷售(東南亞、南亞)，後來擴及拉丁美洲和澳洲。第三代City使用本田自家第四代Civic底盤，有廉價Civic之稱，因而創造銷售佳績甚至影響到Civic銷售的情況。
自第四代起，City發展自本田的全球小車平臺，是Honda Fit的衍生車款，並於2002至2008年間以「Honda Fit Aria」為名在日本市場銷售。第六代於2014年重新在日本以「Honda Grace」車名銷售，有油電車型可以選擇。Honda City的其他中文名是「本田城市」或是「本田鋒範」。豐田威馳（Toyota Vios） 與日產Tiida(4門)則是它的主要对手。
2004年本田投产第四代city，主要面向东亚、東南亞與熱帶國家。
2009年本田宣布將在泰國工廠量產第五代City，並以亞洲國家為主要市場不會進軍美國，預計產量巔峰時每年可達24萬輛。
2013年11月本田基於第三代Honda Fit平台的第六代City在印度首度發表。並於2014年1月起在印度和東協 (ASEAN) 、6月起在臺灣等市場開始銷售。
2017年小改款中，加入了最受矚目的安全配備--Honda SENSING，為小型車行車安全增加挹注。（礙於成本與波段的關係並不會出現在所有國家的車款上）

## 市場概況

### 臺灣
1996年至2002年間，三陽工業在臺灣生產第三代Honda City轎車並請歌手林佳儀代言主題曲一度銷售量打敗Honda civic，搭載D15B型1.5L直4 SOHC引擎（105匹馬力），本田技研因與三陽工業經營理念不合及三陽工業發生財務危機，本田技研結束合作後，接手之台灣本田基於市場與產能考量，並未投產新款City。
2014年6月，台灣本田再次引進City，這是自2002年三陽工業與本田技研結束合作後，City再度被引進於臺灣組裝、銷售，所使用的引擎則與Honda Fit相同為L15Z1自然進氣SOHC引擎（120匹馬力），如同其他東南亞國家與澳洲。與中國市場所使用的L15B 地球夢引擎（132匹馬力）不同。
2016年1月第一次小改款，台灣本田將安全配備補齊，頂級車款補足六SRS氣囊、車身動態穩定系統、胎壓偵測系統...等，創下該級距小車在臺灣的典範。
2017年10月進行第二次小改款。

## 第一代

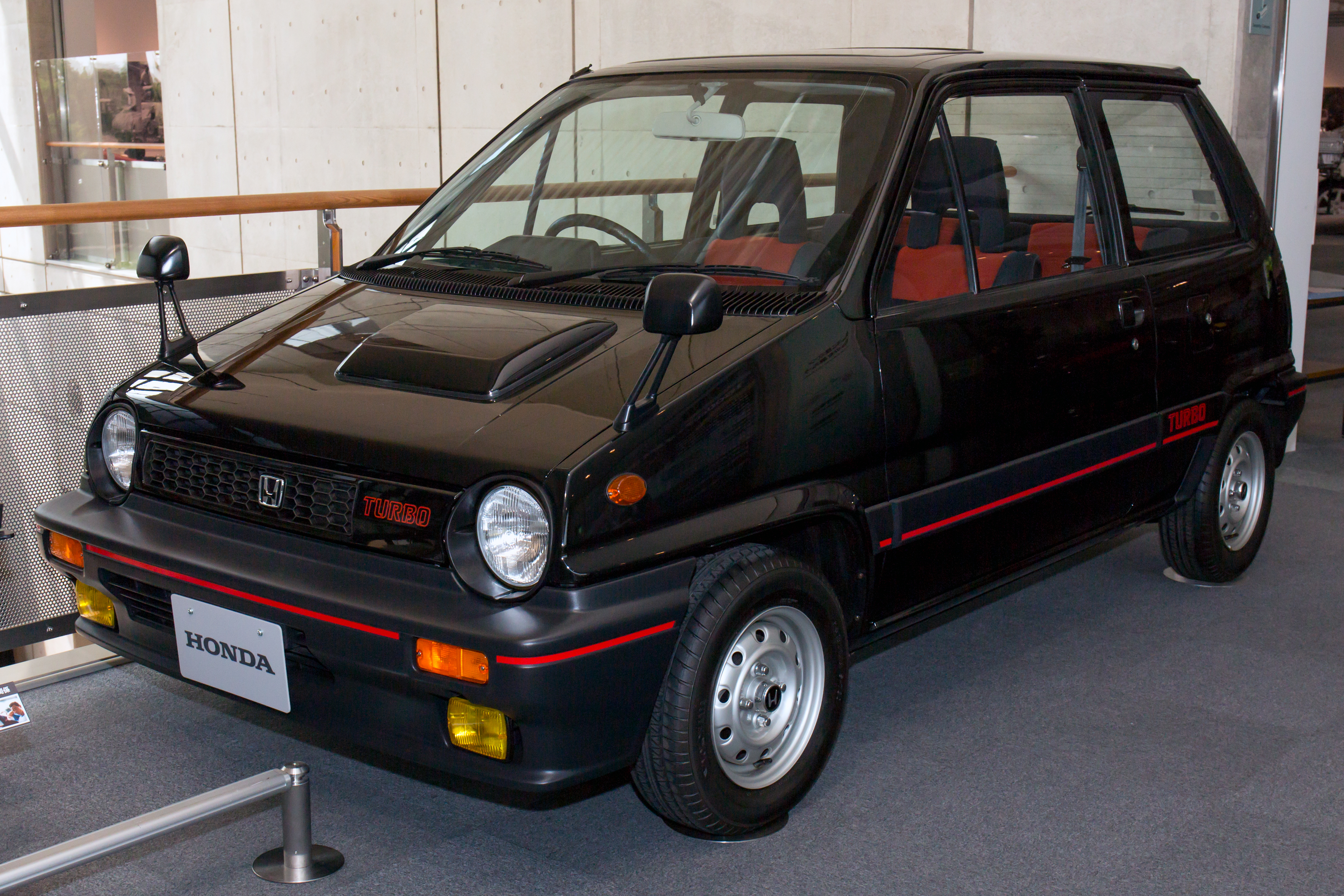
第一代City Turbo

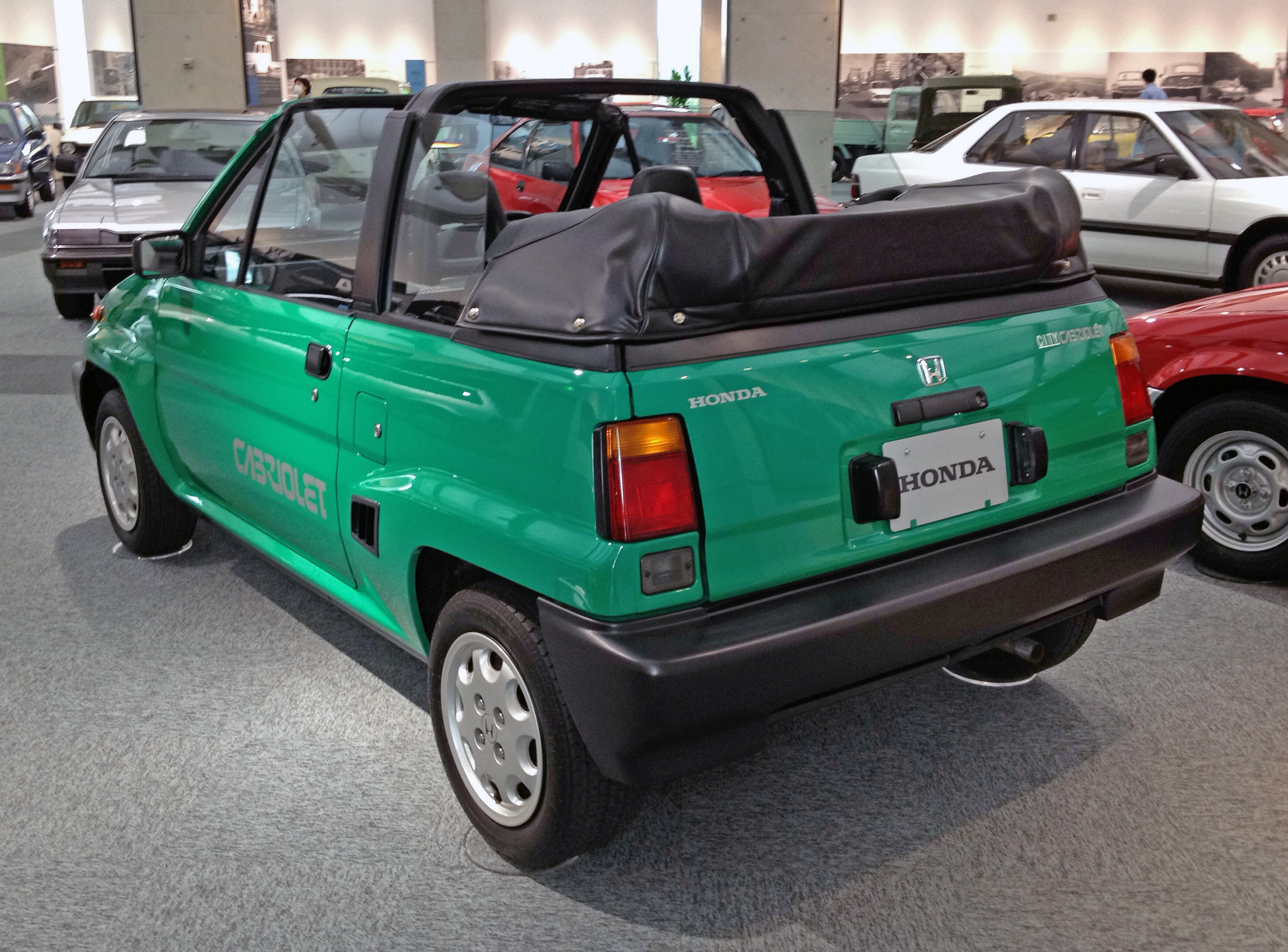
敞篷版

1981年11月，第一台City於1981年11月推出，採用創新的“Tallboy”設計，並附加機車Motocompo。不尋常的車身高度使得四個大人能夠舒適地坐在車身非常短（3400mm）的City內。在設計時，是本田最小的一般車，但而不符合日本政府的規定。比自家N360長383mm但比Civic第一代短171mm。1982年9月推出渦輪版本的一代車型，搭載1231cc機械噴射科技，動力提昇至100匹馬力，主要銷售市場在歐洲。由於Opel已經將City註冊車款，本田將其命名為Jazz。
| Honda City 1981–1986 |                                                         |                                                         |                                                         |                                                              |                                                         |                                                         |
| 版本                 | City E, U, R with A/T (AA)                              | City R, Manhattan Roof (AA)                             | City Pro (VF)                                           | City Cabrio (FA)                                             | City Turbo (AA)                                         | City Turbo II "Bulldog" (FA)                            |
| 引擎                 | 1,2 Liter (1,231 cc) Inline-four, 12 valve CVCC-II SOHC | 1,2 Liter (1,231 cc) Inline-four, 12 valve CVCC-II SOHC | 1,2 Liter (1,231 cc) Inline-four, 12 valve CVCC-II SOHC | 1,2 Liter (1,231 cc) Inline-four, 12 valve CVCC-II SOHC      | 1,2 Liter (1,231 cc) Inline-four, 12 valve CVCC-II SOHC | 1,2 Liter (1,231 cc) Inline-four, 12 valve CVCC-II SOHC |
| 點火技術             | single two-barrel Keihin carburator                     | single two-barrel Keihin carburator                     | single two-barrel Keihin carburator                     | single two-barrel Keihin carburator                          | PGM-FI, turbocharged                                    | PGM-FI, turbocharged and intercooled                    |
| 動力                 | 63 PS（46 kW） at 5,000 rpm                             | 67 PS（49 kW） at 5,500 rpm                             | 61 PS（45 kW） at 5,000 rpm                             | 67 PS（49 kW） at 5,500 rpm (AT: 63 PS unit)                 | 100 PS（74 kW） at 5,500 rpm                            | 110 PS（81 kW） at 5,500 rpm                            |
| 扭力                 | 10.0 kg·m（98 N·m；72 lb·ft） at 3,000 rpm              | 10.0 kg·m（98 N·m；72 lb·ft） at 3,500 rpm              | 9.8 kg·m（96 N·m；71 lb·ft） at 3,000 rpm               | 10.0 kg·m（98 N·m；72 lb·ft） at 3,500 rpm (AT at 3,000 rpm) | 15.0 kg·m（147 N·m；108 lb·ft） at 3,000 rpm            | 16.3 kg·m（160 N·m；118 lb·ft） at 3,000 rpm            |
| 極速                 | 141 km/h                                                | 150 km/h                                                | 135 km/h                                                | 150 km/h                                                     | 179 km/h                                                | 175 km/h                                                |
| 加速 (0–100 km/h)    | 12.9 秒                                                 | n/a                                                     | 13.1 秒                                                 | 13.7 秒                                                      | 8.6 秒                                                  | n/a                                                     |
| 空車重量             | 655–710 kg                                              | 685–710 kg                                              | 635–660 kg                                              | 800–810 kg                                                   | 690–700 kg                                              | 735–745 kg                                              |
| 油箱大小             | 41 L                                                    | 41 L                                                    | 41 L                                                    | 41 L                                                         | 41 L                                                    | 41 L                                                    |
| 行李箱               | 205 L                                                   | 205 L                                                   | 205 L                                                   | 182 L                                                        | 205 L                                                   | 205 L                                                   |
| 軸距                 | 2,220 mm（87.4英寸）                                    | 2,220 mm（87.4英寸）                                    | 2,220 mm（87.4英寸）                                    | 2,220 mm（87.4英寸）                                         | 2,220 mm（87.4英寸）                                    | 2,220 mm（87.4英寸）                                    |
| 輪距(F/R)            | 1,370 / 1,370 mm                                        | 1,370 / 1,370 mm                                        | 1,370 / 1,370 mm                                        | 1,400 / 1,390 mm                                             | 1,370 / 1,370 mm                                        | 1,400 / 1,390 mm                                        |
| 長 / 寬 / 高 (mm)    | 3,380 / 1,570 / 1,470 (Manhattan Roof: 1,570)           | 3,380 / 1,570 / 1,470 (Manhattan Roof: 1,570)           | 3,380 / 1,570 / 1,470 (Manhattan Roof: 1,570)           | 3,420 / 1,625 / 1,470                                        | 3,380 / 1,570 / 1,460                                   | 3,420 / 1,625 / 1,470                                   |

## 第二代

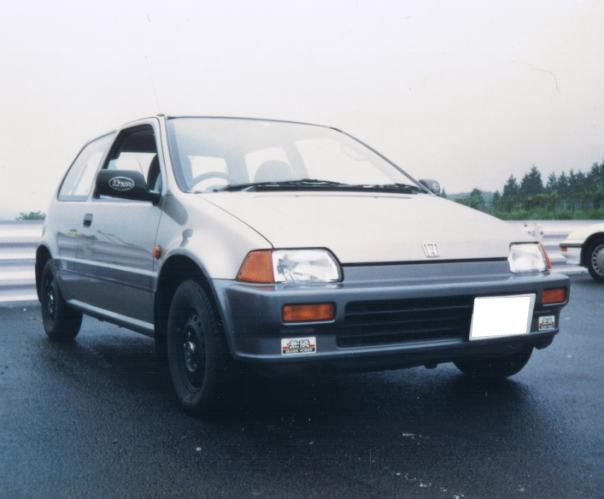
GA1

1986年10月31日，第二代City發表，引入了“City of talent”的設計理念。在這次改款中，本田稱為“Crouching form”的車型的外觀發生了重大變化，其中包括一個低而寬的設計，有助於減輕車輛重量（680kg）同時改善駕駛操控感，有一點Honda CR-X的味道。就在這代車型販售成功之際，本田決定將這一代後期車款改名字為Fit/Jazz。City的命名在1994年後中斷兩年之久。

## 第三代

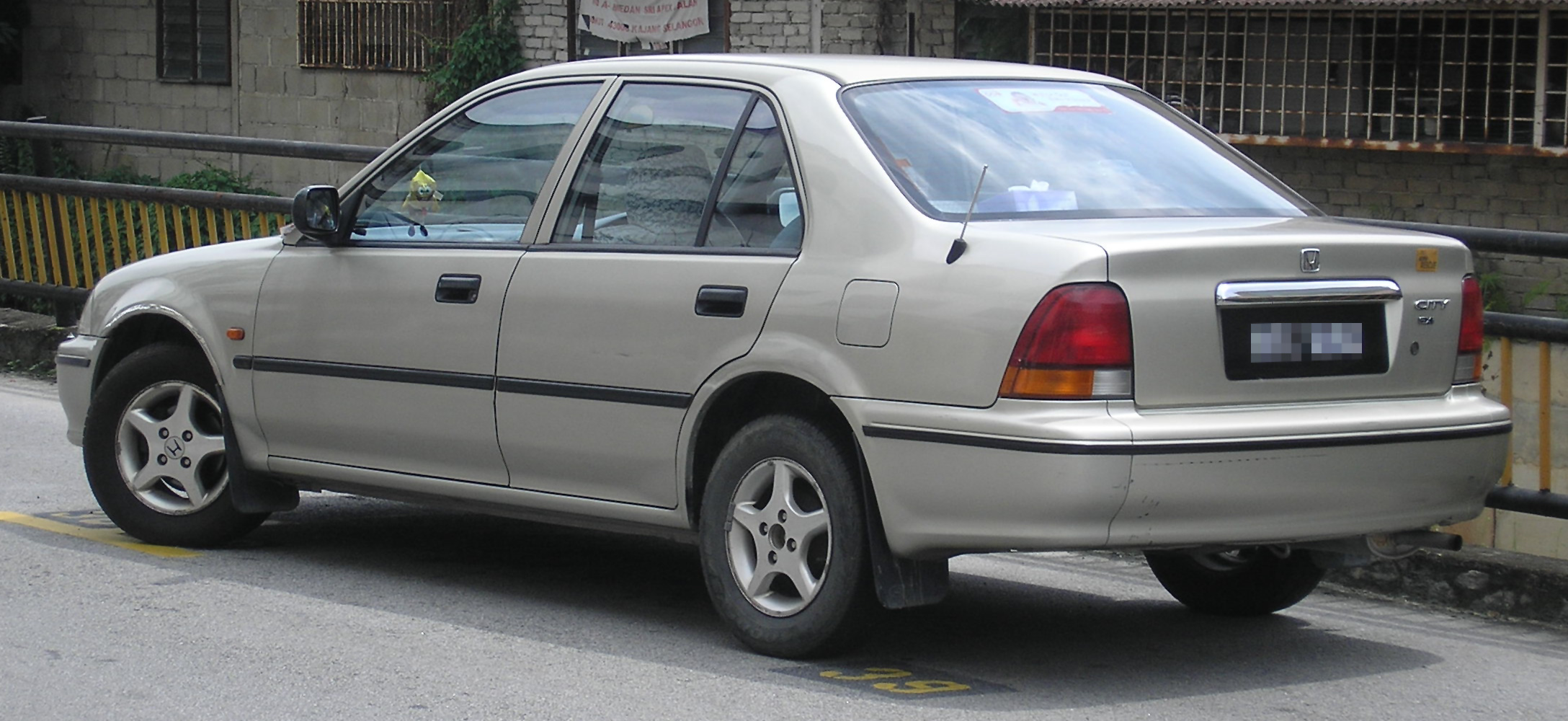
第三代City（後視圖）

1996年4月，第三代City，代號為SX8，但底盤代碼為3A2（1.3）和3A3（1.5），基於四代Civic平台。主要銷售地區為新興國家(東南亞、南亞)，後來擴及拉丁美洲和澳洲。以1.3升版本推出的口號“Smart for the new generation”，1.5升版本推出了“Top-in-class smart”口號。由於使用Civic平台，在改裝市場有著熱烈的回響，很多喜愛改裝的玩家甚至直接購買City來做改裝，造成銷售上一度危急Civic的市場。到這一代的City都還保持著後獨立懸吊系統，可惜因為生產成本的關係，本田決定將在下一代改用其他平台。

## 第四代
2002年11月，第4代車型在印尼國際車展發表，從這一代開始的City由泰國本田主導設計與生產方向。這時候的本田正處於風雨飄渺時代，大老闆本田宗一郎過世後與當年猶如兄弟般的臺灣三陽工業分道揚鑣，市場急需重新規劃。這代車款開始採用Fit平台做開發，於2002至2008年間以「Honda Fit Aria」（有尾箱的Fit或是說令人驚嘆）為名在日本市場銷售，象徵延續本田意義(MM思想)。從這一代開始，本田也正式給予City新的任務與規劃。不同於上一代車型使用老大哥Civic的底盤平台，這款開始與Fit走得很近，從外型上就可以看出一些端倪，特別是那個不太協調的尾箱，猶如黏在Fit車上一般突兀。

## 第五代
2008年9月的泰國曼谷車展中發表第5代車型，有別於前一代車型過於突兀，這代車型雖然一樣使用fit平台但造型上已經有著個別的設計。除了有著MM思想的設計為基礎之外，這代車型銷售款式變多，有手排、自排與無段變速車型。拜前一代銷售成功之賜，在馬來西亞、印度、印尼、泰國銷售成績亮眼，更打入了中國市場。自2011年3月起，隨著新工廠的開業，本田市開始在阿根廷製造。它是由本田在阿根廷（阿根廷製造的第一家日本客車工廠）中建造的第一輛汽車，並將與出口巴西蘇馬雷工廠的City一起出口到南美洲的所有國家。 截至2016年7月，巴基斯坦仍然在生產，一樣擁有1.3L和1.5L引擎配置。

## 第六代
2013年9月於印度車展發表第6代車型，基本上車外觀為第5代延伸並與第三代fit融合“Exciting H”設計。除外觀更為協調，軸距也較上一代加長50mm，並配上更多的科技配備，例如觸控空調面板就是一項創新。2014年臺灣臺北車展上，台灣本田正式宣佈引進臺灣組裝生產，這是2002年離開臺灣市場之後重新回到臺灣上市，算是本田與臺灣三陽工業分家後的一個里程碑。在中國，廣州本田推出除了日本以外的海外市場中唯一搭載地球夢系列引擎的City車款，同時東風本田也販售Greiz（哥瑞）。在日本，車子以Honda Grace之名稱販售。有油電車型可供選擇，當然有地球夢系列引擎以外還具備4WD、雙離合變速箱...等車款，也是既Civic離開日本車壇後，本田補上之小型四門房車市場的代表車款。

## 外部連結
- 台灣本田官方網站